# سد آکیگامی
سد آکیگامی یک سد وزنی است که در استان گیفو در ژاپن واقع شده‌است. از این سد برای تولید برق استفاده می‌شود. حوضه آبریز سد آکیگامی ۸۳٫۳ کیلومتر مربع است.
این سد در صورت پر شدن، حدود ۷۳ هکتار زمین را در بر می‌گیرد و می‌تواند ۱۷۵۸۴ هزار متر مکعب آب را در خود ذخیره کند. ساخت این سد در سال ۱۹۵۲ آغاز شد و در سال به پایان رسید.